# Pável Batitski
Pável Fiódorovich Batitski (27 de junio de 1910 - 17 de febrero de 1984) fue un comandante militar soviético, Mariscal de la Unión Soviética. Sirvió como comandante en jefe de la Fuerza Aérea Soviética entre 1963 y 1978 y fue nombrado Mariscal de la URSS en 1968.
Siendo jefe de la Defensa Aérea de Moscú con el grado de Coronel General, por iniciativa propia, fue el autor material del fusilamiento del entonces Ministro del Interior, Lavrenti Beria, acaecido en 1953.